# 四川省古籍保护利用条例
《四川省古籍保护利用条例》是将在中华人民共和国四川省实施的一部地方性法规，同时是中华人民共和国第一部古籍保护利用的专门法规。《条例》对古籍修复做了规定，同时规范了古籍阅览服务、整理研究、转化利用等。《条例》于2025年6月提请四川省十四届人大常委会第十九次会议审议。

## 背景
中华人民共和国国内尚无专门针对古籍保护利用出台相应的法律法规，古籍同时有文物与文献双重属性，在文物保护法、公共图书馆法、博物馆条例等法律法规中涉及古籍的条例适用有限。且四川全省普查总计发现有汉文和少数民族古籍分别约23万余部（187万余册）和约50万册，其中246部入选国家珍贵古籍名录。

## 立法过程
中共中央办公厅、国务院办公厅于2022年4月印发《关于推进新时代古籍工作的意见》（以下简称《意见》），四川省图书馆在四川省文旅厅根据《意见》的指导下推动《四川省古籍保护研究利用工程三年行动方案》落地落实。并于2024年1月31日宣布加快推进《条例》的立法进程，并由四川省文化和旅游厅负责起草。2024至2025年间四川省人民代表大会常务委员会组织人手前往成都、达州、甘孜、凉山等10余个市州和省外进行立法调研。四川省人民代表大会常务委员会于2025年4月28日至5月16日间首次公布了条例草案，该草案共35条。同年5月22日，四川省文化和旅游厅在第12次厅党组扩大会议和第5次厅务扩大会议上审议通过了《条例（草案代拟稿）》。同月27日四川省十四届人大常委会听取了《条例（草案代拟稿）》的说明。同月29日至次月30日，削减至33条的条例草案第二次公布。同年6月，四川省十四届人大常委会第十九次会议审议了条例草案。

## 内容
《条例》包含立法依据、基本原则、适用对象、责任主体、保护利用、保障措施和法律责任等内容。其中第二条规定古籍是指“主要产生于1912年以前的文献典籍，以及产生于1912年至1949年期间具有古典装帧形式的文献典籍”，同时“1912年至1949年期间产生的具有历史文物价值、学术资料价值和艺术代表价值的其他文献典籍”也属古籍行列。《条例》构建了制度、职责与工作 “三个体系”，规定建立古籍普查登记和专项调查制度、古籍分级保护管理制度等，同时明确相关部门和单位的职责。《条例》强化了古籍存藏条件、人才队伍建设、科技赋能 “三个保障”。《条例》加强了古籍存藏基础设施建设，改善古籍的保存条件、为古籍方面的建立人才机制。《条例》对古籍修复原则、流程等做了规范。《条例》还明确公平对待国有和民间古籍收藏单位。

## 反应和评价
《条例》是中华人民共和国第一部针对古籍保护利用的专门法规。国家图书馆原常务副馆长张志清称《条例》是“一部具有示范意义的针对古籍保护利用的地方性法规，值得各地借鉴。”。四川省图书馆古籍部副主任杜鹃称“《条例》作为古籍立法的先行先试者，具有开创性的意义。”